# Филиппова, Анна Евгеньевна
Анна Евгеньевна Филиппова (Курепта) (род. 3 ноября 1982) — российская гандболистка.
Заслуженный мастер спорта России (2005).

## Биография
Профессионально занималась гандболом с 1997 по 2008 год.
Игрок сборной команды России с 1997 по 2006 год.

## Достижения
- Первые Всемирные юношеские игры 1998 (Москва) — золото.
- Молодежный Чемпионат Мира 2001 (Венгрия) — золото. (лучший бомбардир, игрок символической сборной турнира).
- Чемпионат России —1999,2000,2008 (серебряный призёр).
- Финал кубка кубков (Европа) — 1999 (2е место).
- Чемпионат Европы среди юниоров (Франция) — (2е место), (лучший бомбардир).
- Чемпионат Европы среди молодежи — 2000 (2 место).
- Чемпионат мира (Санкт-Петербург) — 2005 (1 место).
- Лига Чемпионов — 2008 (1 место).
- Чемпионат Катара — 2014 (1 место).
- Обладатель Кубка Катара — 2014

## Личная жизнь
В 2004 году окончила Кубанский Государственный университет физической культуры.
Замужем за бывшим гандболистом сборной России Василием Филипповым. Воспитывает 4 детей.